# MicroATX

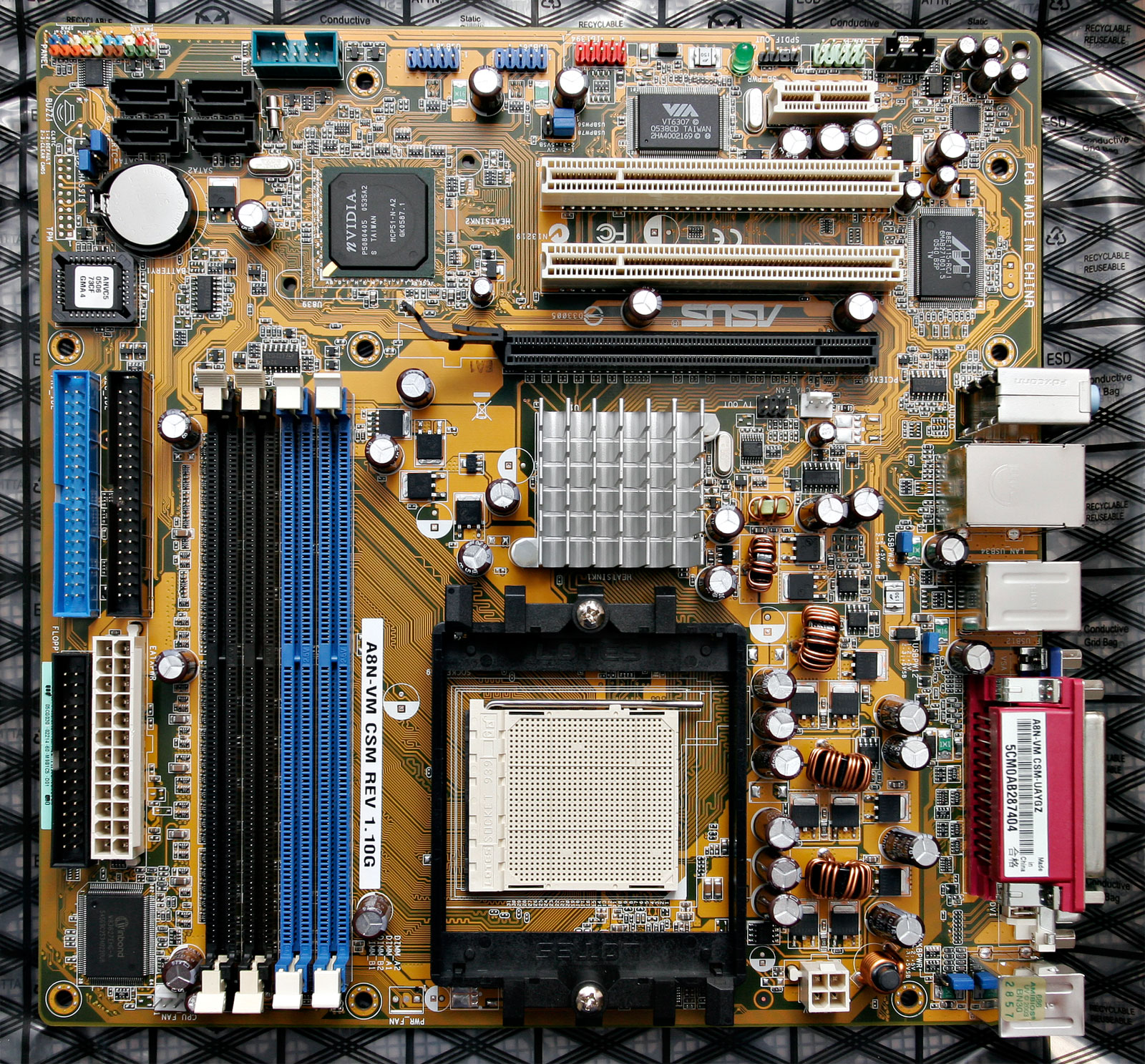
Een Asus MicroATX-moederbord

MicroATX, vaak als µATX geschreven, is een standaardmaat voor moederborden. Deze vorm werd geïntroduceerd in december 1997. MicroATX-moederborden zijn op zijn grootst 244 mm bij 244 mm, maar soms zijn ze maar 171,45 mm bij 171,45 mm. De standaard ATX grootte is 25% langer, dus 305 mm bij 244 mm.
MicroATX-borden worden vaak in thuisservers gebruikt. 